# Charterginus carinatus
Charterginus carinatus är en getingart som beskrevs av Edoardo Zavattari 1906.
Charterginus carinatus ingår i släktet Charterginus och familjen getingar. Inga underarter finns listade i Catalogue of Life.